# عنکبوت درزباف مگوایر
عنکبوت درزباف مگوایر گونه‌ای از عنکبوت بوده که بومی انحصاری ایران است. نمونه‌های این عنکبوت از حوالی منطقه حفاظت شده گنو در (استان هرمزگان) جمع‌آوری شده‌اند. این گونه توسط یوری ماروسیک و علیرضا زمانی توصیف و به افتخار توبی مگوایر نام گذاری شده است.